# Aerith Gainsborough
Aerith Gainsborough (エアリス・ゲインズブール Earisu Geinzubūru?), transliterado en algunas traducciones como Aeris, es uno de los personajes principales del videojuego Final Fantasy VII. Fue diseñada por Tetsuya Nomura, con influencias de Yoshinori Kitase, Hironobu Sakaguchi y Yoshitaka Amano. Es hija del profesor Gast como se puede comprobar en los vídeos de la casa que hay en Iciclos, en el continente nevado, y de Ifalna, una Cetra.
En Final Fantasy VII, Aerith es una chica de 22 años que se une a AVALANCHA. Conforme la historia progresa, AVALANCHA empieza a perseguir al antagonista Sephiroth, y se revela que Aerith es una Cetra, o una "Anciana", la primera raza que vivió en el planeta. Aerith también aparece posteriormente en la Compilación de Final Fantasy VII y en los juegos de Kingdom Hearts, junto con otros personajes de la saga Final Fantasy.
Sus actrices de doblaje son Maaya Sakamoto en las versiones japonesas de los juegos de Kingdom Hearts y en Final Fantasy VII: Advent Children. En las versiones inglesas fueron Mandy Moore en Kingdom Hearts, Mena Suvari en Kingdom Hearts II y Final Fantasy VII: Advent Children y Andrea Bowen en Final Fantasy VII: Crisis Core. En cuanto al doblaje español de Kingdom Hearts II y Final Fantasy VII: Advent Children, fue Elena Palacios quien le prestó su voz.

## Descripción

### Final Fantasy VII
Aerith Gainsborough se presenta por primera vez como vendedora de flores, cuando conversa brevemente con Cloud Strife, un mercenario que trabaja para el grupo antigubernamental AVALANCHA, que huye del bombardeo de un reactor Mako. Los dos se encuentran más tarde en la iglesia de Aerith en los barrios bajos del Sector 5, donde se enfrenta a la posibilidad de ser capturada por los turcos. Aerith le pide a Cloud que sea su guardaespaldas por el costo de una cita. Eventualmente es detenida, pero finalmente es rescatada por Cloud y sus aliados. Aerith luego se une a ellos en la búsqueda de Sephiroth, mientras también se embarca en su propio viaje de autodescubrimiento.
Después de un intento fallido de frustrar el robo de Sephiroth de la Materia Negra, Aerith se aventura sola en la Ciudad Olvidada. Cloud y sus compañeros la persiguen y finalmente la encuentran rezando en un altar. Cuando Aerith levanta la vista para sonreír a Cloud, Sephiroth aparece y la mata atravesándola a través del torso. Cloud lleva el cuerpo de Aerith a un lago en la Ciudad Olvidada y la devuelve al Planeta. Reeve Tuesti, directora de Shinra Urban y  Development, le trae la noticia de su muerte a Elmyra Gainsborough, la madre adoptiva de Aerith. La fiesta luego descubre la razón por la que Aerith está en la Ciudad Olvidada; A través de su Materia Blanca, Aerith pudo convocar a Sagrado, la única fuerza capaz de repeler la magia destructiva definitiva, Meteorito, que ha sido convocada por Sephiroth. Aunque Aerith logró lanzar Sagrado antes de su muerte, es retenido por el poder de la voluntad de Sephiroth. Cuando Sephiroth finalmente es derrotado y Sagrado es liberado, parece que es demasiado tarde para funcionar tan efectivamente como debería, ya que Meteorito ya se ha acercado demasiado a la superficie del planeta. Mientras Sagrado choca con Meteorito, intentando evitar su impacto, la gravedad de Meteorito y del Planeta tirando de Sagrado en direcciones opuestas lo debilita. Se ve a Aerith rezando con ambas manos entrelazadas mientras insta a la corriente de vida a defender en última instancia el planeta. La Corriente Vital del planeta fluye entonces hacia atrás, que interviene entre Sagrado y Meteorito, y actuando como un ariete mientras que ayuda en la destrucción de Meteorito.

### Recopilación de Final Fantasy VII
En Before Crisis: Final Fantasy VII, ambientada varios años antes de los eventos de Final Fantasy VII, Aerith se convierte en el objetivo de la encarnación original de AVALANCHA, dirigida por Elfé, que busca evitar que Shinra adquiera la última Cetra sobreviviente. En cambio, AVALANCHA tiene la intención de usarla para conocer el paradero de la Tierra Prometida para sus propios fines, aunque un miembro de los turcos intenta protegerla.
Aerith hace varias apariciones en la película CGI Final Fantasy VII: Advent Children, como guía espiritual de Cloud, instándolo a seguir adelante con su vida y a perdonarse a sí mismo por las tragedias que estaban fuera de su control, diciéndole que nunca lo culpó por su muerte. Durante su reunión espiritual, Aerith le habla a Cloud en un prado abierto lleno de flores, burlándose alegre y amablemente de cómo carga innecesariamente con su pasado. Sin embargo, ella reconoce su sufrimiento y ofrece amables palabras de apoyo. Una de las interacciones de Aerith con Cloud se produce cuando cada miembro del grupo original del juego ayuda en el ataque final de Cloud contra Bahamut SIN; ella aparece como el último miembro del grupo en ayudar a Cloud. Ella aparece de nuevo en la escena final de la película, junto a Zack Fair, donde le da a Cloud más palabras de aliento antes de que ella y Zack caminen hacia la luz. Cerca del final de la película, se descubre que el agua mezclada con la Corriente Vital fluye debajo del macizo de flores en la iglesia de Aerith, que se manifiesta como una cura para el Geostigma.
La novela On the Way to a Smile, "Caso de Lifestream - Black & White" se centra en los respectivos viajes de Aerith y Sephiroth a través de la Corriente Vital después del final del juego, pero antes de los eventos de la película. La sección "Negra" trata con Sephiroth, la sección "Blanca" con Aerith. 
Aerith aparece en la precuela del juego, Crisis Core: Final Fantasy VII. A los 16 años, conoce a Zack, por quien desarrolla sentimientos durante su estancia en Midgar. Aerith y Zack desarrollan una relación romántica, pero Zack es asesinado al final de Crisis Core después de permanecer recluido en una cámara de Mako durante cuatro años en el sótano de la Mansión Shinra. Durante esos años, Aerith ayudó a su madre adoptiva a ganarse la vida cultivando y vendiendo flores, un trabajo que resulta en su encuentro con Cloud al comienzo de Final Fantasy VII.

## Características
En las estadísticas dentro del juego Aerith es débil físicamente por sus puntos bajos de vitalidad y daño físico, pero su mejor arma, el Guarda Princesa deja crecer la materia a diferencia de las demás armas finales. 
Su fuerza en magia y espíritu es la mayor de los personajes utilizables en el juego. Sin embargo, es peligroso equiparla con mucha materia ya que no cuenta con muchos puntos de vitalidad como se menciona antes.
Otra característica muy interesante que se puede destacar de Aerith era la herencia habilidades espirituales que provenían de los ancestros. Un ejemplo claro era que Aerith podía comunicarse con los espíritus de sus seres queridos y otras personas, esto se puede apreciar en la historia cuando ella da aviso a su madre adoptiva Elmyra que su esposo había muerto porque Aerith vio que el espíritu despidiéndose de ella y tiempo después llegó una carta anunciando la muerte de él en la guerra, desde ese suceso Elmyra creyó en las capacidades de la pequeña Aerith, criándola como una niña muy especial.
Debido a su sangre, herencia y origen, Aerith en la historia de FF7 fue muy buscada por ShinRa para descubrir los secretos de la tierra prometida y de los ancestros.
También es notable destacar que Aerith podía comunicarse a través de los sueños y esto se aprecia cuando ella avisa a Cloud que derrotara a Sephiroth por ella misma y diciéndole que se cuide mucho mientras Cloud estuvo en coma en Gongaga.

## Límites
- Nivel 1: "Ala Sanadora"[n. 2] y "Sello Maldito"
- Nivel 2: "Aliento de la Tierra" y "Marca Furia"
- Nivel 3: "Protector Planetario" y "Pulso Vital"
- Nivel 4: "Gran Evangelio"